# Polizeigewalt in Nordrhein-Westfalen
Dieser Artikel befasst sich mit Statistiken und Einzelfällen von mutmaßlicher Polizeigewalt in dem Bundesland Nordrhein-Westfalen.

## Landesweite Statistik

### Statistiken Nordrhein-Westfalen
| Jahr | Anklagen wegen Körperverletzungsdelikten | Verurteilungen |
| ---- | ---------------------------------------- | -------------- |
| 2010 |                                          | mind. 1        |
| 2011 | mind. 2                                  |                |

Zwischen 1997 und 2002 gab es insgesamt 37 Verfahren wegen des Verdachts der Körperverletzung im Amt von Beamten der Eigelsteiner Wache.

## Einzelfälle
| Datum              | Vorfall | Bewertung |
| ------------------ | --- | --- |
| unbekannt          | „In Köln wurde die Anwältin Sybille H., 49, nach einem Ehestreit festgenommen und von einem Beamten mehrfach geschlagen.“ | „Der Polizist wurde zu 7000 Mark Geldstrafe verurteilt.“                                                                                                |
| 8. Dezember 2000   | Durch Hörensagen erfuhr ein Polizist, dass der damals 49-jährige Fliesenleger Josef Hoss in Sankt Augustin im Besitz von Schusswaffen und Handgranaten sein sollte. Der Fall wurde an die Staatsanwaltschaft Siegen weitergeleitet, die einen Durchsuchungsbeschluss des Amtsgerichts Siegburg erwirkte. Der Durchsuchungsbeschluss wurde am 8. Dezember 2000 von SEK-Beamten ausgeführt. Mindestens drei (vermutlich insgesamt 12) vermummte Beamte stürmten auf Hoss in seinem Lieferwagen vor dem Haus zu. Hoss verriegelte die Türen, weshalb die Beamten die Scheiben einschlugen und ihn hinauszogen und auf ihn einschlugen. Hoss erlitt Prellungen und eine Rippenfraktur. Seitdem ist er arbeitsunfähig und zu 80 % schwerbehindert. Ermittlungen gegen das SEK stellte die Staatsanwaltschaft ein. Das Landgericht Bonn verurteilte das Land Nordrhein-Westfalen am 15. Februar 2008 dazu, Hoss ein Schmerzensgeld in Höhe von 30.000 € zu zahlen, da der Einsatz gegen das Verhältnismäßigkeitsprinzip verstoßen habe und damit rechtswidrig gewesen sei. Das Oberlandesgericht Köln wies die Berufungen von Hoss und des Landes Nordrhein-Westfalen am 30. Oktober 2008 zurück. In seiner Begründung führte es aus, dass der Verdacht des Waffenbesitzes so vage gewesen sei, dass es eines „[…] besonders besonnenen Vorgehens zur Verhütung vermeidbarer Belastungen für den unter Umständen zu unrecht Beschuldigten […]“ bedurft hätte, das die Festnahme aus dem Fahrzeug heraus nicht darstelle. Die Festsetzung der Höhe des Schadensersatzes wurde dem Landgericht übertragen. Im Mai 2010 wurde berichtet, dass das Oberlandesgericht Köln das Urteil des Landgerichts Köln bestätigte, das die Höhe des Schadensersatzes auf 30.000 € festgesetzt hatte (AZ.: 7 U 53/08). | Verstoß gegen das Verhältnismäßigkeitsprinzip. Zahlung von Schmerzensgeld.                                                                              |
| 11. Mai 2002       | Stephan Neisius geriet mit seiner Mutter in Streit und randalierte in der Wohnung. Durch die von Nachbarn gerufenen Polizisten wurde er unter Gegenwehr festgenommen und auf die Polizeiwache gebracht. Im Verlauf des Polizeieinsatzes wurde er mehrmals von Polizisten geschlagen und getreten. In einer Klinik, wo ihm Blut abgenommen werden sollte, fiel er ins Koma. Zwei Wochen später verstarb er. Sechs Polizisten wurden angeklagt. „Nach dem Urteil der Richter waren die Misshandlungen durch die Polizisten ‚nicht direkt todesursächlich‘, hatten aber einen ‚mittelbaren‘ Einfluss auf den Tod des 31 Jahre alten Opfers.“ Die Polizisten wurden zu Bewährungsstrafen zwischen 12 zu 16 Monaten verurteilt. Die Geschehnisse wurden als Kölner Polizeiskandal bekannt. | Bewährungsstrafen |
| 27. Februar 2008   | Der vermutlich unter Drogeneinfluss stehende und randalierende Adem Özdamar wurde am 27. Februar 2008 auf einer Hagener Polizeiwache bäuchlings auf einer Trage fixiert, wo er bis zum Eintreffen des gerufenen Rettungswagens kollabierte. Die Staatsanwaltschaft ermittelte gegen 11 Polizisten. Nachdem ein Gutachten zu dem Schluss kam, dass mit hoher Wahrscheinlichkeit eine Überdosis an Kokain todesursächlich war, wurden die Ermittlungen eingestellt. | Ermittlungen eingestellt |
| 21. September 2008 | Bei einer Gegendemonstration gegen die Bürgerbewegung pro Köln wurden am 20. September 2008 mehrere Hundert Personen teilweise von zwischen 14 und 15 Uhr bis zwischen 5 und 8 Uhr am 21. September in Polizeikesseln, Bussen und Gefangenensammelstellen festgesetzt. Das Verwaltungsgericht Köln urteilte am 16. September 2010, dass die Freiheitsentziehung, die Verbringung in die Gefangenensammelstelle und das dortige Festhalten einer Klägerin rechtswidrig waren. | gerichtlich festgestellt als rechtswidrig |
| 30. März 2009      | Ein Mann „prustete“ einem Polizisten „Zigarettenrauch mit spürbar feuchter, d. h. mit Spuke-Partikeln versetzte Atemluft“ ins Gesicht. Dieser schlug daraufhin dem Mann mit der flachen Hand ins Gesicht, was zu einer Orbitabodenfraktur und einem Monokelhämatom führte. Der Mann lief nun mit dem Kopf gegen den Bauch des Polizisten. Nachdem der Mann eine Geldbuße in Höhe von 300 € gezahlt hatte, wurde das Verfahren gegen ihn eingestellt. Der Polizist wurde im Juli 2011 wegen Körperverletzung im Amt zu einer Geldstrafe in Höhe von 30 Tagessätze à 65 € verurteilt, da nach Auffassung des Richters des verhandelnden Amtsgerichts der Schlag „nicht vom Notwehrrecht gedeckt“ war. Sowohl Anklage als auch Verteidigung legten Rechtsmittel ein. Das Landgericht Bonn urteilte am 9. Dezember 2011, dass der Polizist freigesprochen wird, weil das „provoziernde Anrauchen“ „einen rechtswidrigen Angriff nicht nur gegen die Ehre, sondern auch gegen die körperliche Unversehrtheit des Angeklagten [darstellt]“. In einem anderen Fall von Notwehr gegen Zigarettenrauch, ohne Polizeibeteiligung, entschied das Amtsgericht Erfurt zu Gunsten einer angerauchten Frau. Ein Mann hatte ihr „Rauch ‚vermischt mit Speichelpartikeln‘“ ins Gesicht gepustet, wogegen sie sich mit einem Glaswurf gegen den Kopf des Mannes wehrte. Das Gericht sah in dem Handeln des Mannes eine Körperverletzung und in der Reaktion der Frau eine zulässige Notwehrhandlung. | Gerichtlich festgestellt als rechtmäßig. |
| Oktober 2010       | Ein Jugendlicher wurde im Oktober 2010 nach einer Verfolgungsjagd in Bonn von der Polizei mit Handschellen gefesselt. Der Jugendliche trat nun mehrfach gegen einen Polizisten, der sich mit einem Schlag auf den Kopf des Jugendlichen wehrte. Der Polizist wurde vom Vorwurf der Körperverletzung im Amt freigesprochen, da der Schlag nach Auffassung des Gerichts Notwehr war. | Gerichtlich festgestellt als rechtmäßig. |
| 19. Juni 2011      | Bei einem Zugriff des Spezialeinsatzkommandos auf einen Lebensmittelhändler am Kölner Großmarkt kam es zu einem Schusswechsel, bei dem die Beamten insgesamt 109 Schüsse auf den Mann abgaben, doppelt so viele Schüsse wie sonst in einem ganzen Jahr von Polizeibeamten bundesweit abgegeben werden. Der Mann musste insgesamt 19 Mal operiert werden und kann seitdem seine linke Hand nicht mehr benutzen, zudem musste er für seinen Lebensmittelhandel Insolvenz anmelden. Anlass des Zugriffs war eine Anzeige seiner Ehefrau wegen Bedrohung und illegalen Waffenbesitzes. Während das Spezialeinsatzkommando sich auf Notwehr berief und behauptete, sie hätten sich gewehrt, nachdem der Mann das Feuer auf sie eröffnet hatte, veröffentlichten die Medien später ein Video vom Einsatz, das den Aussagen der Beamten widersprach. Im Jahr 2016 sprach das Landgericht Köln den Angeklagten vom Vorwurf des versuchten Totschlags frei. Zwar ging das Gericht trotz zahlreicher Widersprüche tatsächlich davon aus, dass der Angeklagte auf die Beamten schoss, es sah aber Notwehr als gegeben an, da die Beamten sich nicht als solche zu erkennen gaben; ein einziger Aufruf „Polizei“ sei aufgrund des Motorgeräusches des Fahrzeugs des Angeklagten, ein Audi R8, nicht zu hören gewesen. Das Gericht verurteilte ihn allerdings wegen illegalen Waffenbesitzes zu einer Freiheitsstrafe von einem Jahr auf Bewährung. Auf die Revision des Angeklagten hob der Bundesgerichtshof im Herbst 2017 das Urteil des Landgerichts Köln auf und rügte die unangemessen lange Verfahrensdauer (knapp fünf Jahre), die im Strafmaß rechtsfehlerhaft nicht berücksichtigt wurde. Das Verfahren wurde an eine andere Strafkammer des Landgerichts Köln zurückgewiesen. Eine zivilrechtliche Klage auf Schmerzensgeld in Höhe von 400.000 Euro wies das Landgericht Köln vollumfänglich ab. | |
| November 2012      | Zu Beginn des Vorfalls wurde zweimal die Polizei wegen Ruhestörung zur Wohnung eines Mannes in Moers gerufen. Beim zweiten Mal soll der Mann vorgehabt haben, die Tür nach dem Öffnen gleich wieder zu schließen. Ein Polizist soll daraufhin die Tür aufgestoßen, den Mann „[…] gezielt an den Hals gegriffen und zugedrückt haben“ und ihn gefragt haben, ob er ihn verarschen wolle. Der Polizist bestritt den Griff an den Hals. Die Rheinische Post schreibt: „Er habe allenfalls Gewalt im unteren Bereich angewendet und den Mann mit einem leichten Schlag gegen den Magen oder die Schulter zur Ruhe bringen wollen“, bzw. „Bei dem Einsatz habe er ihn zwar mit einem leichten Schlag in die Magengegend außer Gefecht gesetzt, ein Griff an den Hals oder ein Würgen habe es aber nicht gegeben.“ Ein Arzt attestierte Schwellungen am Hals des Mannes. Anschließend wurde der Mann mit Handschellen gefesselt und zur Polizeiwache mitgenommen. Vor dem Amtsgericht Moers wurde der Polizist wegen Körperverletzung im Amt zu einer Geldstrafe in Höhe von 7200 € verurteilt. In der Berufung regte das Landgericht Kleve die Einstellung des Verfahrens gegen eine Geldauflage, verbunden mit dem Einräumen der Taten an, was die Staatsanwaltschaft ablehnte. Das Landgericht Kleve bestätigte die Geldstrafe in Höhe von 7200 €. | Geldstrafe wegen Körperverletzung im Amt |
| 17. Juni 2014      | Am 17. Juni 2014 wurde Hüseyin E. in Herford in seinem Auto kontrolliert, weil er mit einem Handy telefoniert hatte. Bei dem Mann wurde ein Atemalkoholtest durchgeführt, der negativ ausfiel. Im weiteren Verlauf, bei dem der Mann und sein Cousin möglicherweise die Polizisten beleidigten oder provozierten, soll durch die Polizei grundlos der Versuch unternommen worden sein, den Mann zu fixieren, wogegen er sich wehrte. Diesen Widerstand gegen Vollstreckungsbeamte sollen zwei Polizisten dann mit zwei Faustschlägen ins Gesicht oder einem Tritt zwischen die Beine und Pfefferspray gebrochen haben. Der Mann und sein Cousin (nach Angaben des Spiegels Beifahrer) wurden wegen Widerstands und Körperverletzung im Januar 2015 angeklagt; dabei soll ein Polizist falsche Angaben gemacht haben. Ein zweiter Polizist soll dem ersten im Wissen um die Umstände dabei geholfen haben. Des Weiteren wurde versucht, von dem Mann Schmerzensgeld zu erhalten. Der Mann zeigte seinerseits die Polizisten an. In der Hauptverhandlung vom 4. Mai 2015 gegen die Männer am Amtsgericht wurde bekannt, dass die Staatsanwaltschaft lediglich einzelne Bilder der Videoaufzeichnung aus dem Polizeiauto gesehen hat und so der Eindruck entstand, die Aggression ginge von dem Mann und seinem Cousin aus. Nach Sichtung des ganzen Videos wurden beide Männer freigesprochen. Das Gericht äußerte Zweifel „an der Rechtmäßigkeit der polizeilichen Diensthandlungen“. Ein Polizist soll sich nach dem Freispruch bei einem der Männer mit den Worten „Ich habe überreagiert. Es tut mir leid“ entschuldigt haben. Das nordrhein-westfälische Innenministerium übertrug im Anschluss an das Verfahren die Ermittlungen vom Polizeipräsidium Herford an das Polizeipräsidium Bielefeld. Die Staatsanwaltschaft Bochum ermittelte daraufhin gegen die 35- und 39-jährigen Polizisten und reichte Ende November 2015 Klage beim Amtsgericht Herford ein. Verfahren gegen zwei weitere beteiligte Polizisten wurden eingestellt, da die Polizisten nicht hätten erkennen können, dass der Einsatz der anderen Polizisten möglicherweise rechtswidrig war. Am 26. September 2016 wurde der Polizist zu einem Jahr und drei Monaten Monate Haft auf Bewährung wegen Verfolgung Unschuldiger, Körperverletzung im Amt und versuchten Betrugs verurteilt. Das Berufungsverfahren wurde am 15. September 2017 von einem Richter am Landgericht Bielefeld eröffnet, welcher gerade, nach einer schweren Verletzung durch eine psychisch kranke Person, seinen Dienst wieder angetreten hatte. Ein Anwalt, der nicht namentlich genannt werden möchte, sagte nach der Verhandlung, der Richter sei »offensichtlich nicht verhandlungsfähig«. | Vorläufige Verurteilung zu einem Jahr und drei Monaten Haft auf Bewährung wegen Verfolgung Unschuldiger, Körperverletzung im Amt und versuchten Betrugs |
| 3. Juli 2016       | Am 3. Juli 2016 wurde der damals 25-jährige CSD-Teilnehmer Sven nach einer Rangelei in einem Kölner Schnellrestaurant von Polizisten geschlagen, getreten und festgenommen. Auf die Beleidigung eines Polizisten reagierte er mit einer Beleidigung. Das Opfer wurde nachts in nasser Unterwäsche entlassen. Das OLG Köln sprach das Opfer am 20. Februar 2020 vom Vorwurf der Körperverletzung und des Widerstands gegen die Staatsgewalt frei. 2021 einigten sich das Opfer und das Land Nordrhein-Westfalen auf eine Schmerzensgeldzahlung von 15.000 Euro. | Ermittlungen laufen (Stand Februar 2020) |
| 9. Juli 2018       | Am 9. Juli 2018 starb Pawel Iljenko in Rietberg-Mastholte bei einem Polizeieinsatz nach Gewaltanwendung. Der Mann war an diesem Tag aus ungeklärten Gründen verwirrt und aggressiv, stand aber nicht unter Drogeneinfluss. Er wurde von Anwohnern und Polizisten unter massiver Gewaltanwendung fixiert und starb noch am Ort der Fixierung. Ein Foto des Verstorbenen und die Aussagen von Zeugen, die von Polizei und Staatsanwaltschaft nicht vernommen wurden, belegen nach Angaben des von der Familie beauftragten Hamburger Anwalts Alexander Kin die übermäßige Gewaltanwendung. Nach Ansicht der Staatsanwaltschaft Bielefeld war die Gewaltanwendung aber nicht die Todesursache. Der Fall ist in zahlreichen Artikeln der Neuen Westfälischen dokumentiert. Über die Einstellung der Ermittlungen wird auf https://www.nw.de/lokal/kreis_guetersloh/rietberg/22540705_Tod-bei-Polizeieinsatz-in-Mastholte-Staatsanwalt-stellt-Ermittlungen-ein.html berichtet. | Ermittlungen von der Staatsanwaltschaft Bielefeld eingestellt.                                                                                          |
| 11. Juli 2018      | Am 11. Juli 2018 kam es am Bonner Hofgarten zu Gewalttätigkeiten. Nachdem der für einen Gastvortrag in Bonn weilende jüdische Philosophie-Professor der Johns-Hopkins-Universität, Yitzhak Melamed, von einem 20-jährigen Deutschen palästinensischer Herkunft auf offener Straße tätlich angegriffen worden war, verprügelte und demütigte die herbeigerufene Bonner Polizei nicht den Aggressor, sondern dessen 50-jähriges Opfer. Nachdem der Irrtum erst nach einiger Zeit und zahlreichen Schlägen ins Gesicht doch herauskam, entschuldigte sich die zuständige Polizeipräsidentin persönlich für das Missverhalten ihrer Untergebenen. In der Pressemitteilung allerdings wurden gegen das Opfer des polizeilichen Übergriffs erneut Beschuldigungen erhoben, er habe Widerstand geleistet. Der Professor bestreitet diese Vorwürfe nachdrücklich. Die Bonner Polizei war für eine Stellungnahme zu dem Vorwurf der Lüge nicht zu erreichen, schreibt Spiegel online. Laut Polizei-Pressemitteilung übernehmen die Ermittlungen gegen die eingesetzten Beamten wegen Körperverletzung im Amt aus Neutralitätsgründen interne Ermittler des Polizeipräsidiums Köln. | Ermittlungen gegen die übergriffigen Polizeibeamten laufen noch                                                                                         |
| 7. August 2021     | Nachts gegen 4 Uhr kam es in Bonn bei einer Bar in der Heerstraße zum Streit zwischen dem Barbesitzer Seydou Zare aus Burkina Faso, seit 27 Jahren in Deutschland, und einem 34-Jährigen Afrikaner, dem Zare schon früher einmal Hausverbot erteilt hatte. Der 34-Jährige zerschlug eine Bierflasche und bedrohte damit ihn und seine Gäste, die vor der Bar im Freien saßen. Zare wählte den Polizeinnotruf, rang den Angreifer nieder und hielt ihn auf dem Boden fest. Vier Streifenwagen trafen ein. Laut Zare hat ihn mindestens ein Beamter von hinten gepackt, gewürgt und für zwei bis drei Minuten mit dem Arm auf seinem Hals zu Boden gedrückt, obwohl mehrere Gäste sofort gerufen hatten, dass er nicht Täter, sondern das Opfer sei. Zwei der Augenzeugen bestätigten das dem General-Anzeiger Bonn. Als Zare wieder auf die Füße kommen durfte und den Beamten zur Rede stellte, soll dieser gesagt haben: „Wenn du weiterredest, nehmen wir dich mit.“ Sowie: „Willst du mir erklären, wie ich meine Arbeit zu machen habe?“ Außerdem habe der Beamte angekündigt, gegen Zare werde Anzeige wegen Körperverletzung erstattet. Der Polizist habe ihn geduzt, obwohl er ihn ordnungsgemäß mit „Sie“ angesprochen habe. Auch das wurde von einer Augenzeugin bestätigt. Schließlich nahmen die Polizisten den 34-jährigen in Gewahrsam und rückten ohne weitere Klärungen ab. Gegen den Angreifer wurde dann wegen des Verdachts der Bedrohung ermittelt. Laut Bonner Polizei soll die Lage für die Einsatzkräfte beim Eintreffen „unübersichtlich“ gewesen sei. „In der Situation entstand zunächst der Eindruck, dass es sich bei der Person, die die andere auf den Boden drückte, um den Beschuldigten handelt“, erklärt Präsidiumsspreche. „Die Beamten nahmen ihn von hinten in einen Haltegriff und zogen ihn von der liegenden Person weg. Als die so fixierte Person signalisierte, dass er der Besitzer der Bar sei und versucht habe, seine Gäste zu schützen, wurde er von den Beamten sofort losgelassen.“ Dem widersprachen Zare und die beiden von General-Anzeiger befragten Bargäste. Laut ihnen dauerte das nahezu zwei Minuten. Die protestierenden Gäste seien von Beamten zum „Weitergehen“ aufgefordert worden, während ein Polizist auf Zare gekniet und ihm mit der Hand den Kopf aufs Pflaster gedrückt habe. Davon, dass der Wirt nur seine Gäste beschützen wollte, ging zuletzt auch die Polizei aus. Die Augenzeugin und Zare vermuteten, dass seine afrikanische Herkunft für das Vorgehen der Polizei Rolle gespielt haben könnte. Laut Polizeisprecher seien Anhaltspunkte für ein „disziplinarwürdiges Verhalten“ nicht erkennbar. Der bestehende Ermittlungsvorgang würde der Staatsanwaltschaft zur Prüfung vorgelegt werden. Dabei werde es auch um mögliches Fehlverhalten von beteiligten Beamten gehen. Je nach Ergebnis würden disziplinarische Maßnahmen erneut geprüft. | Stand der Ermittlungen unbekannt. |
| 8. August 2022     | Der Leiter einer Jugendhilfeeinrichtung in der Dortmunder Nordstadt rief den Notruf wegen einer Suizidgefährdung des 16-jährigen Mouhamed Dramé, der anderthalb Jahre zuvor aus dem Senegal nach Deutschland gekommen war, um seine Familie finanziell zu unterstützen. Als die Polizeibeamten in der Jugendhilfeeinrichtung erschienen, saß Dramé zusammengekauert im Hof und hielt ein Küchenmesser gegen sich. Nach einem erfolglosen Einsatz von Pfefferspray richtete Mouhamed sich auf und lief schnell auf die Polizisten zu, woraufhin zwei Taser auf Mouhamed abgefeuert wurden. Fast zeitgleich feuerte der Sicherungsschütze mit seiner Maschinenpistole MP5 auf Dramé und verletzte ihn tödlich. Die Tat wurde von der Notrufleitstelle aufgezeichnet, da der Leiter der Jugendhilfe vergaß, das Telefon aufzulegen. Drei Polizisten wurden wegen gefährlicher Körperverletzung sowie der Einsatzleiter wegen Anstiftung dazu angeklagt. Der Polizist, der die Schüsse abgab, wurde wegen Totschlags angeklagt. | Anklage wegen Totschlags erhoben. |